# Lambach
Lambach este un târg (Marktgemeinde) din Austria Superioară. 

## Istoric
Localitatea a luat ființă în jurul unei mănăstiri înființate în prima jumătate a secolului al XI-lea.

## Monumente
- Mănăstirea Lambach⁠(en)[traduceți]